# Ismantorp
Ismantorp (szw. Ismantorps fornborg) – ruiny fortu zbudowanego w kształcie okręgu na wyspie Olandia w Szwecji. 
Wykopaliska archeologiczne wskazują, że fort był ważnym centrum kultu religijnego i handlu. Otaczające fort mury były grube na 6 a wysokie na 3 metry. Do fortu prowadziło 9 bram.
Fort miał średnicę ok. 130 m. Do muru zewnętrznego odchodziły promieniście mury do wewnątrz fortyfikacji, tworzące łącznie 88 domów, rozmieszczonych w czterech grupach, między którymi znajdowały się ulice. Budowla była bardzo starannie zaplanowana i skonstruowana, ale użytkowana prawdopodobnie dość krótko. Nie miała też charakteru stałej osady, lecz raczej miejsca schronienia w czasie napaści, podobnie jak Eketorp.

## Wykopaliska archeologiczne
Podczas wykopalisk archeologicznych przeprowadzonych na terenie twierdzy w lecie 2000 roku odkryto szereg starożytnych przedmiotów, między innymi grot strzały i żelazną zapinkę do odzieży. Na podstawie dalszych badań oszacowano, że twierdza była używana w latach 300-500.